# Iglesia de San Pablo Apóstol (Cañada del Provencio)
La iglesia parroquial de San Pablo es un templo católico situado en la localidad de Cañada del Provencio, perteneciente al municipio de Molinicos (Albacete), España. Se encuentra en pleno centro de la población, en un promontorio desde el que se divisa un amplio valle.

## Historia
La iglesia de San Pablo es una de las más antiguas de todo el municipio de Molinicos. Durante el final de la Edad Media, la población de esta zona, perteneciente al Concejo de Alcaraz, fue eminentemente ganadera, aunque figuraba como una de las zonas más prósperas de la zona que hoy conforma Molinicos.

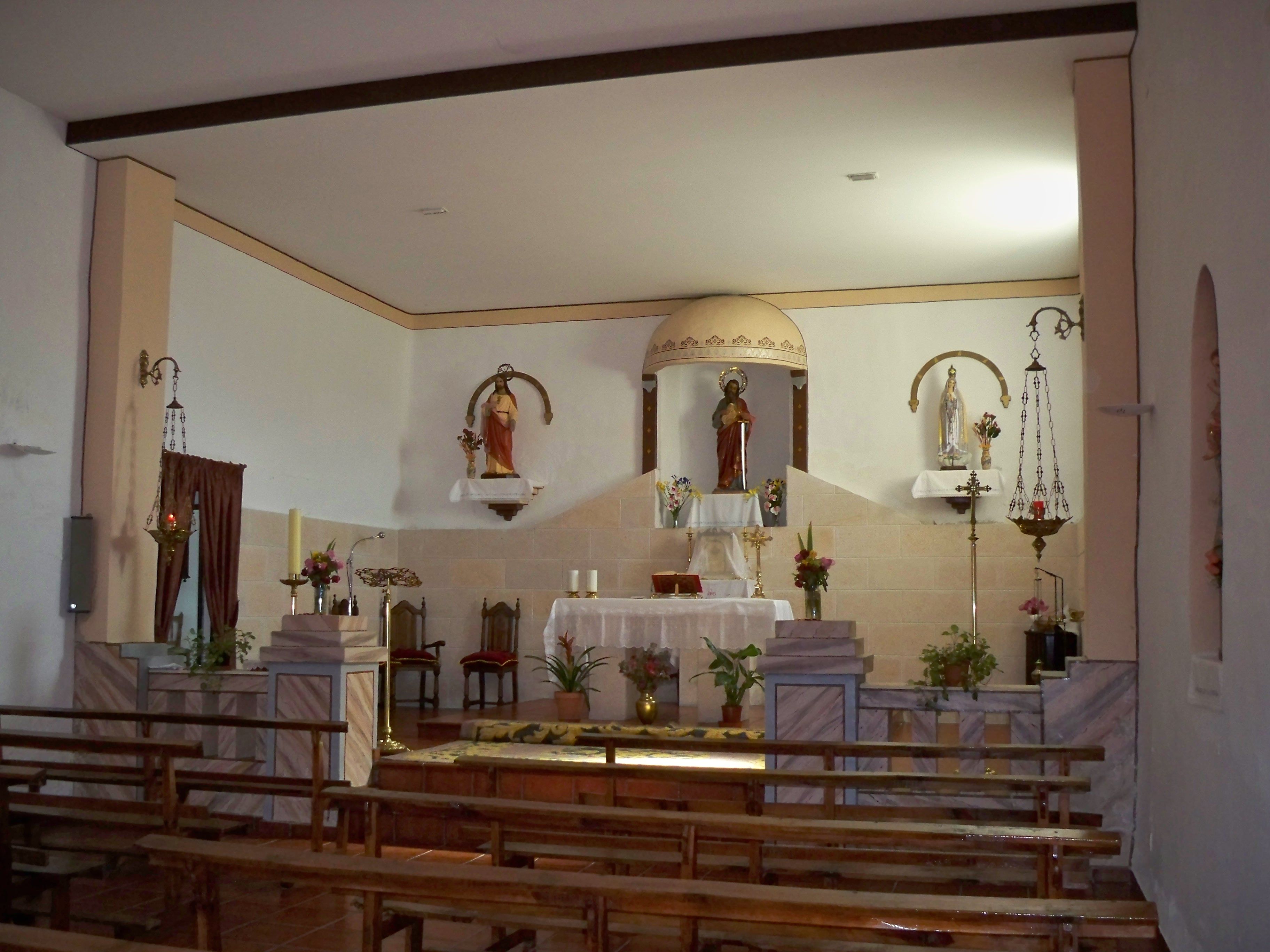
Altar principal del templo.
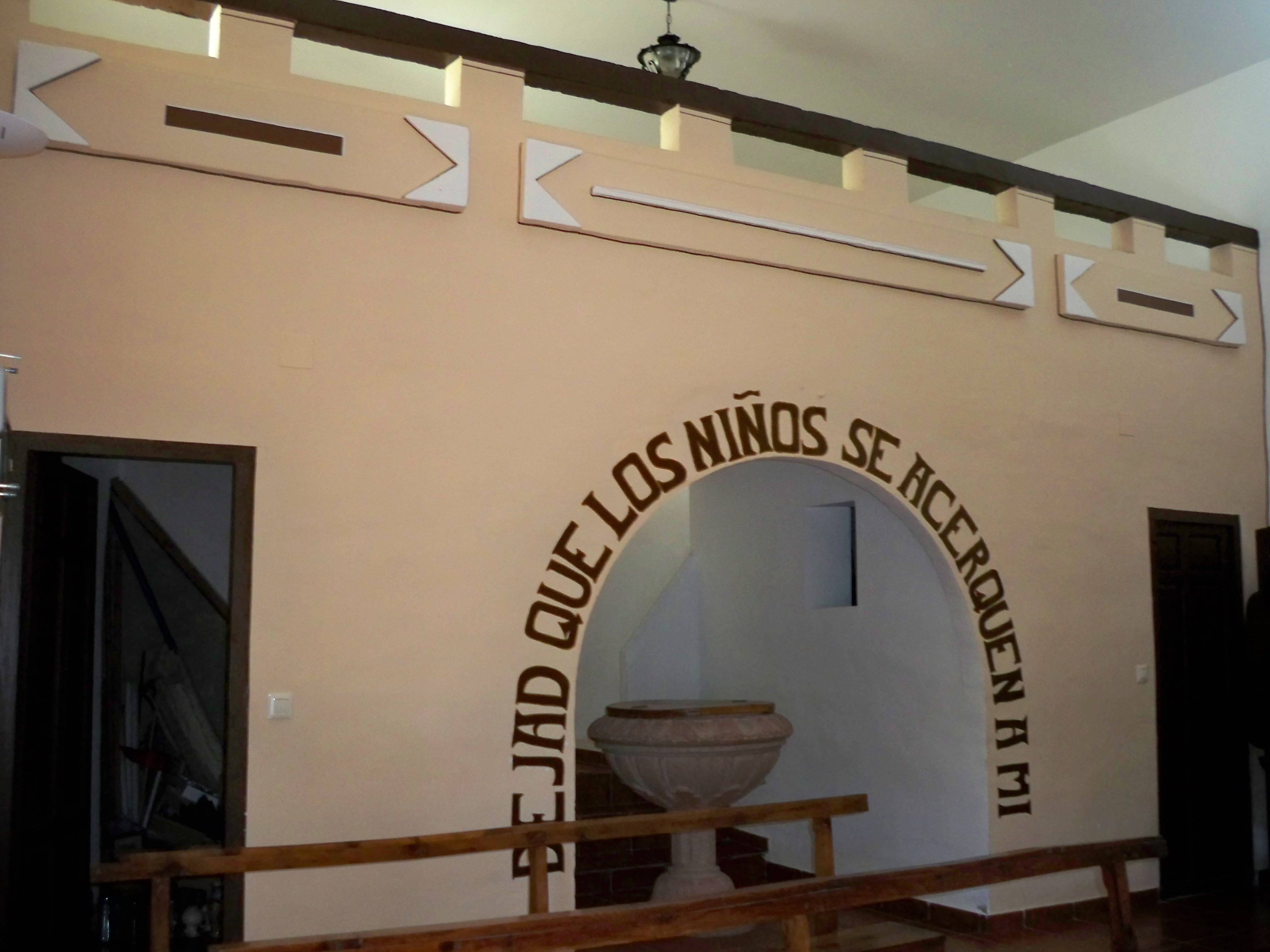
Coro y parte trasera de la iglesia

Durante la guerra civil española el edificio sufrió numerosos desperfectos, así como la destrucción de toda la imaginería anterior, por lo que las actuales imágenes son de época posterior. 
Recientemente se ha restaurado el tejado y se ha mejorado el interior del templo.

## Características
El edificio tiene su entrada principal que da a una pequeña plazoleta en pleno centro de la localidad, y desde ella se tiene acceso a la central del templo. Desde allí, se puede acceder al coro, en cuya parte inferior se encuentra la pila baustismal, o al altar mayor. 
La Iglesia, se asienta sobre una planta rectangular, y cuenta con una sola nave que soporta el techo, en donde se sitúan varias imágenes en toda una serie de nichos abiertos a lo largo de la misma. 
El altar mayor cuenta en su extremo izquierdo con la sacristía. El campanario se erige como la parte más alta de la iglesia, y está rematado con una cruz, desde allí el sacerdote invita a misa con el repiqueo de las campanas.
Es de resaltar la perfecta acústica que presenta el interior del templo.

## Advocación
La iglesia está dedicada a san Pablo, quien se dedicaba a "perseguir sobremanera" y "asolar" con "celo" las comunidades cristianas, según sus propias palabras (Gálatas 1; 13; Filipenses 2; 6), y que tuvo un testimonio que lo marcó para el resto de sus días, literalmente se pasó al enemigo para ser el principal difusor del cristianismo arriesgando su vida, sufriendo encarcelamientos y, finalmente, morir decapitado en Roma. Pablo fue fiel hasta la muerte al testimonio que lo convirtió en uno de los apóstoles más efectivos de Jesucristo.